# Simon Sešlar
Simon Sešlar (* 5. April 1974 in Celje, Jugoslawien) ist ein ehemaliger slowenischer Fußballspieler und heutiger Trainer.

## Als Spieler

### Verein
Der Mittelfeldspieler wechselte 1998 von seinem Heimatverein Publikum Celje zum deutschen Zweitligaaufsteiger SSV Ulm 1846. Dort kam er in 17 Zweitligapartien zu einem Treffer, dem 5:2 beim 6:2-Heimerfolg am 13. August 1998 gegen Arminia Bielefeld. Am Ende der Saison ging er zurück nach Slowenien zu NK Maribor und wurde dort drei Mal Meister. Nach einem Kurzaufenthalt bei Lierse SK wechselte er 2002 erneut zu Publikum Celje. Hier gewann er 2005 den nationalen Pokal. Anschließend versuchte Sešlar sich in Israel bei Hapoel Nazareth, ein Jahr später ging er zu AEL Limassol, aber sein Vertrag wurde nach nur einem Monat wieder aufgelöst und er wurde vom TSV Hartberg verpflichtet, ehe er im Januar 2007 wieder zu Publikum Celje zurückkehrte. Im Frühjahr 2009 spielte er noch eine halbe Saison für NK Šentjur und beendete dann seine aktive Karriere.

### Nationalmannschaft
Von 1993 bis 1995 stand Simon Sešlar zehn Mal für die slowenische U-21-Auswahl auf dem Feld und erzielte dabei einen Treffer. Anschließend bestritt er insgesamt 19 Länderspiele für die A-Nationalmannschaft. Sein Debüt gab er am 18. März 1997 beim 2:0-Erfolg gegen Österreich.

### Erfolge
- Slowenischer Meister: 2000, 2001, 2002
- Slowenischer Pokalsieger: 2005

## Als Trainer
Seit 2014 ist Sešlar in Slowenien tätig und trainierte bisher die beiden Erstligisten NK Aluminij und NK Celje sowie diverse Jugend- und Amateurmannschaften.